# Nemeskéri Kiss család

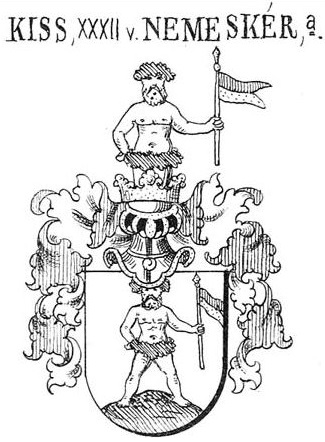
A nemeskéri Kiss család címere (a Siebmacher féle könyvből)

A nemeskéri Kiss család, egy ősi Sopron vármegyei származású igen kiterjedt nemesi család, amely több dunántúli vármegyében is virágzott.

## A család története
A család a "nemeskéri" nemesi előnevét a Sopron vármegyei Nemeskér nevű település után vette fel. A nemesi címereslevelet Kiss István és feleségétől, Birksy Erzsébettől született gyermekei nyeriték 1637. december 29-én III. Ferdinánd magyar királytól.

### Somogyi ága avagy idősebb ága
A nemeskéri Kiss István és Birksy Erzsébet frigyéből származó nemeskéri Kiss István Sopron vármegyében elvette Toronyi Klárát. Kiss István és Toronyi Klára gyermeke nemeskéri Kiss Ferenc, akinek Székely Teréztől (1782-ben) született fia, nemeskéri Kiss Dániel; felnőtt korában előbb gazdatiszt, majd vétel útján a Somogy vármegyei Kötcsén földbirtokos lett. Nemeskéri Kiss Dániel kötcsei földbirtokos 1812-ben házasságot kötött Kovács György leányával, Kovács Annával. Nemeskéri Kiss Dániel, kötcsei földbirtokos, a karádi uradalmi igazgatónak és Kováts Annának a lánya nemeskéri Kiss Karolina (1816–1895) volt, aki férjhez ment Budán 1834. április 20-án a család veszprémi ágából származó nemeskéri Kiss Gáborhoz (1807–1878), nemeskéri Kiss Antal (1783–1847) és vizeki Tallián Júlia (1786–1838) fiához. Kiss Dániel uradalmi igazgató fia pedig a kötcsei születésű nemeskéri Kiss Lajos (1813–1888), Somogy vármegye táblabírája, földbirtokos. Nemeskéri Kiss Lajos táblabíró 1844. szeptember 3-án feleségül vette nemesdédi Stephaits Beatrixot (1812–1877), akinek a szülei nemesdédi Stephaits Gábor (1771–1843), somogyi főszolgabíró, földbirtokos és nagyalásonyi Barcza Erzsébet voltak. Kiss Lajos és Stephaits Beatrix házasságából született nemeskéri Kiss Vilmos (1848–?), akinek az első felesége Gludovácz Etelka (1855–1879) volt. Neje korai halála után nemeskéri Kiss Vilmos 1885. január 20-án feleségül vette Bécsben Bünsdorf Mária Ludovikát (1858–1936), Bünsdorf Frigyes és Le Brun Mária lányát. Az első hazásságából, Gludovácz Etelkától, egy leány- és egy fiúgyermek született: nemeskéri Kiss Ilona Mária Etelka (1877–1961), akit először alsószilvágyi Gaál József, majd 1902. szeptember 27-én Kötcsén Próbáld Károly (1856–1944), királyi vezérőrnagy-hadbiztos, a Ferenc József rend tiszti keresztjének tulajdonosa, vett el; és dr. nemeskéri Kiss Emil (1878–1947), főszolgabíró, aki Budapesten hunyt el leszármazottak nélkül. Kiss Vilmosnak a második feleségétől, Bünsdorf Mária Ludovikától, viszont egy leány született: nemeskéri Kiss Irma (1886–1960), akit hertelendi és vindornyalaki Hertelendy Miklós (1879–1962), huszár ezredes, országgyűlési képviselő vett el. Nemeskéri Kiss Vilmos két leányában, és a gyermek nélküli fia Kiss Emilben kihalt a nemeskéri Kiss család somogyi ága.

### Veszprémi ága

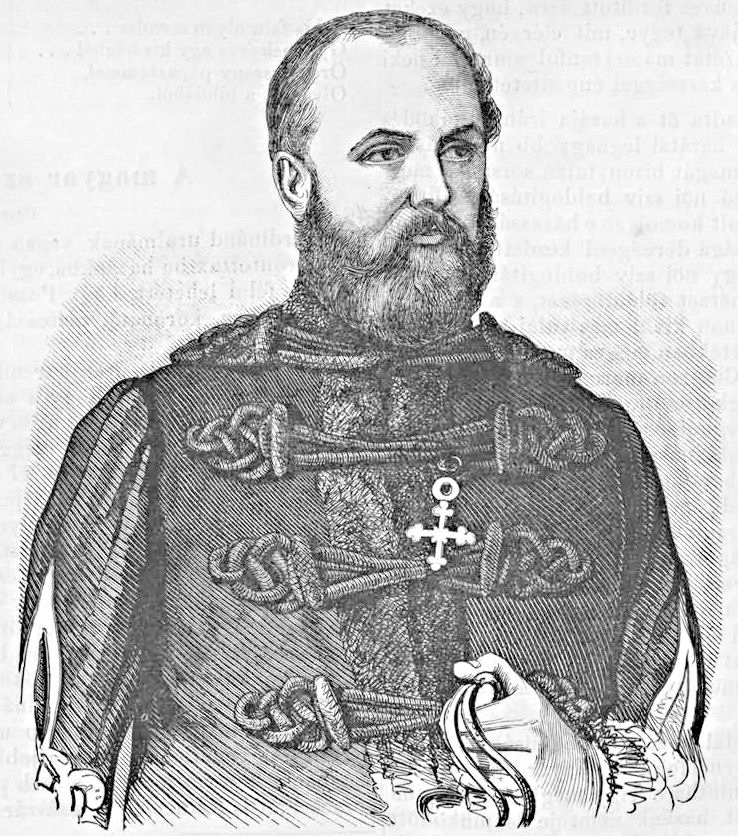
Nemeskéri Kiss Miklós (1820– 1902) az 1848–49-es forradalom és szabadságharc honvéd ezredese, franciaországi magyar emigráns politikus.

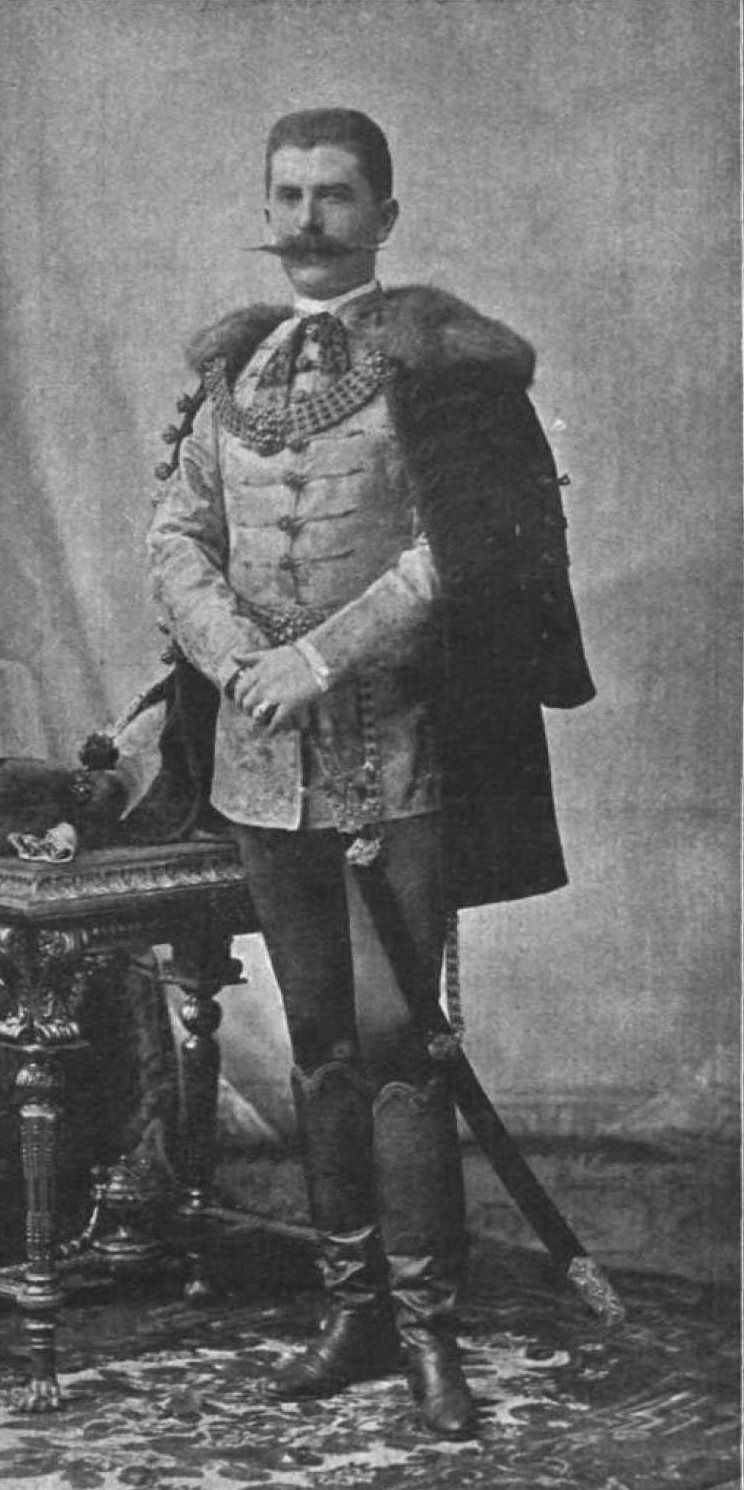
Nemeskéri Kiss Pál (1856-1928), császári és királyi kamarás, államtitkár

Nemeskéri Kiss István és Birksy Erzsébet egyik unokája, a Sopron vármegyei lakos nemeskéri Kiss Miklós és Hollósy Judit házasságából származó nemeskéri Kiss Dániel (1670-1740) feleségül vette Purganics Erzsébetet. Kiss Dániel és Purganics Erzsébet egyik gyermeke nemeskéri Kiss Sándor (1698-1777), királyi tanácsos, Veszprém vármegye alispánja, földbirtokos, aki az ismeretlenségből emelte fel családját: házasságot kötött a tekintélyes és tehetős Veszprém vármegyei köznemes királydaróci Daróczy Zsófiával, akinek a szülei királydaróci Daróczy Ferenc (1686-1743), udvari tanácsos, Tolna, Baranya, Bács vármegye alispánja, és eörményesi Fiath Zsófia voltak. Nemeskéri Kiss Sándor 1769. április 3-án királyi tanácsosi címet kapott Mária Terézia magyar királynőtől. Királydaróci Daróczy Zsófia házastársa több gyermekkel áldotta meg nemeskéri Kiss Sándor királyi tanácsost: köztük nemeskéri Kiss János (1752-1808), udvari tanácsos, aranysarkantyús vitéz, földbirtokos, akinek a neje forintosházi Forintos Jozefa volt; nemeskéri Kiss Sándor (1740-1801) főhadnagy; nemeskéri Kiss Zsófia (1738-1798), gyulai Gaál József (1726-1790) neje; nemeskéri Kiss Katalin (1744-1792), aki gróf Jankovich Antal (1728-1789), Pozsega vármegye adminisztrátorának a felesége volt; cserneki és tarkeői Dessewffy Imréné nemeskéri Kiss Terézia (1741-1776); nemeskéri Kiss Rozália (1739-1842), lomnicai Skerlecz Ferenc (1731-1802) Békés vármegye főispánjának a felesége; és nemeskéri Kiss Ignác (1749-1814), akinek a neje hidvégi Hiemer Erzsébet (1755-1817) volt.
Nemeskéri Kiss Jánosné forintosházi Forintos Jozefa nem csak az ősrégi nemesi forintosházi Forintos családnak a sarja volt, de rokonságban állt az akkori Vas, Veszprém és Zala vármegyei jómódú földbirtokos nemesi családokkal is. Nemeskéri Kiss Jánosné Forintos Jozefa szülei forintosházi Forintos János (1727–1771), Zala vármegye főjegyzője, földbirtokos, és a zalalövői Csapody családból való zalalövői Csapody Borbála (1731–1794) voltak. Forintos János zalai főjegyzőnek a fivére Forintos Gábor (1723–1782) királyi tanácsos, Zala vármegye első alispánja, országgyűlési követe, táblabíró, jogász, birtokos volt. Forintos Jánosné Csapody Borbála egyik fivére Csapody József (1727–1771) Somogy vármegye főszolgabíraja, földbirtokos volt. Nemeskéri Kiss János (1752-1808) udvari tanácsos és forintosházi Forintos Jozefa házasságából egy fiú- és két leánygyermek született: pallini Inkey Imrené nemeskéri Kiss Jozefa; és a miszlai születésű nemeskéri Kiss Pál (1799–1863), császári és királyi kamarás, a fiumei szabadkikötő és a tengermellék kormányzója, a főrendiház tagja, a szardíniai Móricz-és Lázár rend vitéze volt. Kormányzósága alatt készültek a tervek és kezdődtek a munkák a Vukovár-Fiume, valamint a Buda-Fiume vasút és a nagykikötő, meg a hullámgát építésére. Felesége tagyosi Csapó Ida (1807-1856), tagyosi Csapó Dániel (1778-1844) és tengelici Gindly Katalin lánya lett. Házasságuk azonban magtalan volt. Nemeskéri Kiss Pál fiumei kormányzónak az egyik nővére nemeskéri Kiss Jozefa (1795–1855), akinek a férje, pallini Inkey Imre (1788–1848), császári és királyi kamarás, zólyomi főispán, földbirtokos; a másik nővére nemeskéri Kiss Borbála (1790–1809), akinek a férje gyulai Gaál István (1784–1863), táblabíró, földbirtokos volt.
Nemeskéri Kiss Ignác és Hiemer Erzsébet egyik fia nemeskéri Kiss József (1786–1829), Tolna vármegye táblabírája, földbirtokos, akinek a felesége kehidai Deák Jozefa (1791-1853) volt, kehidai Deák Ferencnek (1803-1876) a nővére. Kiss József és Deák Jozefának több gyermeke született: nemeskéri Kiss Zsigmond (1818-1882), akinek a második feleségétől, Raáb Augusztától (1838-1897) született nemeskéri Kiss Vilmos (1865-1927), és nemeskéri Kiss Karolina (1848-1915), bonyhádi Perczel Kálmán (1839-1895) neje. Kiss József és Deák Jozefa többi gyermeke, nemeskéri Kiss Vince (1825-1864), nedecei Nedeczky Lajosné nemeskéri Kiss Emma (1813-1856), kis-szenicei Szeniczey Gusztávné nemeskéri Kiss Eleonóra, nemeskéri Kiss Eduárd (1816-1880) és kis-szeniczei Szeniczey Ferencné nemeskéri Kiss Katalin (1821-1896) volt.
Kiss Ignácnak és Hiemer Erzsébetnek egy másik gyermeke nemeskéri Kiss Antal (1783-1847), földbirtokos volt, aki feleségül vette vizeki Tallián Julianna (1786-1838) kisasszonyt, vizeki Tallián Ignác (1745-1822), Zala vármegyei táblabíró, és nádasi Tersztyánszky Zsófia (1758-1796) lányát. Kiss Antalnak és Tallián Juliannának három fiúgyermeke született: nemeskéri Kiss Gábor (1807-1878), baranyai táblabíró, földbirtokos, akinek a neje nemeskéri Kiss Karolin (1816-1895); nemeskéri Kiss Lajos (1818-1904), somogy-szakácsi földbirtokos, akinek a neje miskei és monostori Thassy Cecil (1819-1882); és az utolsó és legfiatalabb gyermekük nemeskéri Kiss Miklós (1820– 1902), az 1848–49-es forradalom és szabadságharc honvéd ezredese, franciaországi magyar emigráns politikus, volt aki a családját újabb felemelkedésre vitte.
Nemeskéri Kiss Miklós (1820-1902) 1853-ban feleségül vette Mathilde Le Charron őrgrófnőt (1820-1896), őrgróf Claude Le Charron és báró Reaufort Angéla lányát. Házastársával, és a családjával együtt a Villecerf falu melletti Saint-Ange kastélyában telepedtek le. Az 1867. évi kiegyezés után amnesztiát kapott és hazatért Magyarországra. Két nagy birtokot vásárolt: az Esterházy-uradalmat a felvidéki Véglesen, és Gödön pedig a Sina és Simon bankárok nagybirtokának jelentős részét, a kúriával együtt. Gyermekei még Franciaországban születtek de később Magyarországon nőttek fel: nemeskéri Kiss Aladár (1854–1930); nemeskéri Kiss Margit (1861-1944); nemeskéri Kiss Miklós (1862-1931); és nemeskéri Kiss Pál (1856-1928), gödi földbirtokos, császári és királyi kamarás, államtitkár, a Lipót rend középkeresztese. Pál felesége, gróf szapári, muraszombathi és széchyszigeti gróf Szapáry Vera (1863-1936), gróf Szapáry István (1829-1902), Pest-Pilis-Solt-Kiskun vármegye főispánja, és gróf rádai Ráday Borbála (1835-1898), lánya volt.
Nemeskéri Kiss Pál államtitkár és gróf Szapáry Vera házasságából egy leány- és két fiúgyermek született, akik szintén előkelő főnemesi családokkal kötöttek házasságot: nemeskéri Kiss Margit (1891-1976), először gróf bethleni Bethlen Károly (1889-1916), majd Száhlender Béla (1874-1955) neje; Nemeskéri-Kiss Sándor (1884-1958), diplomata, vadász, akinek a felesége gróf galánthai Esterházy Mónika Margit (1928-2015) volt, és vitéz nemeskéri Kiss Géza (1886-1974), királyi fővadászmester, akinek a házastársa gróf Maldeghem Georgina volt.

### Győri-Somogyi ága
Nemeskéri Kiss István és Birsky Erzsébet dédunokája nemeskéri Kiss János (1717–1787), Sopron vármegyéből költözött el Pest városába, ahol 1743. január 20-án vette el özvegy Tobias Jánosné Hidegh Katalint (1711-1781) a Pest belvárosi plébániáján. Nemeskéri Kiss János köpenyégszabó, szűrszabó 1768. február 29-én pesti polgárságot szerzett. Kiss János és Hidegh Katalin fia a pesti születésű nemeskéri Kiss Gábor (1756-1799), szűrszabó, köpenyégszabó feleségül vette 1782. április 28-án Taksonyban Hoffman Katalint (1764-1832), Hoffman Mihály (1741-1796) varsányi árendásnak (birtok haszonbérlőnek) és Laub Katalinnak a lányát. 1782. szeptember 16-án Kiss Gábor pedig pesti polgárságot szerzett. Nemeskéri Kiss Gábor és Hoffmann Katalin fia nemeskéri Kiss Gábor (1794-1863), Pesten született és alapiskolai után gyógyszerészi tanulmányokat fejezett be, majd Marcaliba költözött, ahol 1823. december 4-én vette el a nemesi származású dulici Duliczky Franciska Rozália (1809-1888) kisasszonyt, akinek a szülei dulici Duliczky János (1769–1823), marcali gyógyszerész, és Májon Borbála (1776–1824) voltak. A dulici Duliczky család Turóc vármegyei származású és Somogyba vándorolt át a 18. század során; Duliczky-Gabrhel (sic!) Mihály  1737. május 20-án királyi adományként szerzett egy dulici birtokot III. Károly magyar királytól, amely tulajdona volt a dulici Bulyovszky családnak. Nemeskéri Kiss Gábor 1825-ben apósától vette át a marcali "Szentháromság" nevű gyógyszertárat, amelyet maga Duliczky János 1797-ben alapított meg.
Kiss Gábornak és Duliczky Franciskának három leány- és három fiúgyermeke született: Nemeskéri Kiss István (1833-1884), gyógyszerész; nemeskéri Kiss Antónia (1827-1909), horogszegi Szilágyi Gáspár (1820-1889), a Győri püspökség uradalmi kormányzójának a neje; Leitner Miksáné nemeskéri Kiss Ilona; nemeskéri Kiss Katalin (1841-1879), Guttmann Frigyes (1842-1883), a Himod uradalmi ispánjának a neje; a győrrévfalui lakos nemeskéri Kiss Miklós (1831-1897), 1848-as honvéd, királyi járás-bírósági végrehajtó, földbirtokos; és nemeskéri Kiss Gábor (1844–1929), királyi curiai bíró, a Lipót rend lovagja. Nemeskéri Kiss Miklós (1831–1897), 1848-as honvéd, királyi járás-bírósági végrehajtó, győrrévfalui földbirtokos kétszer házasodott meg: az első neje bibiti Horváth Zsófia (1845–1872), a második bibiti Horváth Franciska (1853–1935) asszony volt, mindketten bibiti Horváth Sándor és Kiss Franciska győrzámolyi lakosoknak a lányai. Nemeskéri Kiss Miklós földbirtokos és bibiti Horváth Zsófia lányai: kolossvári Kolossváry Imréné nemeskéri Kiss Mária (1869–1904), valamint Fridli Jánosné nemeskéri Kiss Irén. Nemeskéri Kiss Miklós földbirtokos és a második nejétől, bibiti Horváth Franciska asszonytól származó fia nemeskéri Kiss Ernő (1877–1938), MÁV főintéző volt; nemeskéri Kiss Ernő feleségül vette 1924. május 11-én Győrben Czeloth Erzsébet (1882–1967) úrhölgyet, akinek a szülei Czeloth János és Róth Erzsébet voltak.
Nemeskéri Kiss Gábor és Duliczky Franciska fia nemeskéri Kiss Gábor (1844–1929), királyi curiai bíró, a Lipót rend lovagja elvette a győri polgári származású Kränzlein Ida (1852–1915) kisasszonyt, Kiss Gábor és Kränzlein Ida frigyéből három leány- és egy fiúgyermeke született: dr. nemeskéri Kiss Aurél (1881–1956), ügyvéd, győri közjegyző, nemeskéri Kiss Mária, és nemeskéri Kiss Irén (1887–1971), akinek a férje dr. Heller Erik (1880-1958), jogász, egyetemi tanár, valamint nemeskéri Kiss Ida (1879–1965), Győr városi tisztviselő, a győri napközi otthonok létesítője, vezetője, a diák-menza létrehozója, a Bisinger-alapítvány aggok otthonának újraélesztője és vezetője. Heller Erik édesapja, Heller Ágost (1843-1902), magyar fizikus, tudománytörténész, az MTA tagja. Dr. nemeskéri Kiss Aurél győri ügyvédnek a felesége borovici Joveskó Izabella volt, akinek a szülei Jovesko János (1852–1937), tábornok, a bécsi törzstiszti iskola tanára, és Vinnay-Mayer Izabella voltak. Kiss Aurél és Joveskó Izabella frigyéből született: dr. nemeskéri Kiss László (1912-?), jogász, méneskari főhadnagy.
Nemeskéri Kiss Gábor és Duliczky Franciska egy másik fia nemeskéri Kiss István (1833-1884), gyógyszerész, aki feleségül vette Győr belvárosi plébániáján 1863. október 18-án, a jómódú polgári győri Schandl családból való Schandl Alojzia Johannát (1837-1915), akinek az szülei Schandl János Ignác (1799-1881), győri polgár, gyümölcskereskedő, városi tanácsos, 1848-as Győr szabad királyi város egyik képviselője, és Lakner Alojzia (1810-1879) voltak. Lakner Alojzia szülei Lakner Mátyás (1784-1860), az ószőnyi uradalom tiszttartója és Pachl Terézia (1791-1865) voltak. A Schandl (Sándl) család részéről felmenői: Schandl Jánosnak az anyja az észak-komáromi születésű Oswaldt Eleonóra (1769-1805) volt, idősebb Schandl Jánosnak (1758-1826) neje, akinek a szülei Osvald Ignác (1731-1794) polgár, Komárom város kamarása (emeritus civitatis camerarius), és Tuschleitner Elisabeth (1733-1803) voltak; idősebb Schandl Jánosné Oswald Eleonóra fivére Oswald Jakab (1764-1826) komáromi szenátor, a Komáromi vár kapitánya volt.
Nemeskéri Kiss István (1833-1884), gyógyszerész, apjának nemeskéri Kiss Gábor (1794-1863) gyógyszerésznek a halála után átvette a marcali gyógyszertárát. 1873-ban a marcali gyógyszertárat eladván elköltözött és majd 1874-ben alapította meg Nemesvid első gyógyszertárát a "Megváltó" név alatt. Nemeskéri Kiss István és Schandl Alojzia házasságából született: ifjabb nemeskéri Kiss István (1864–1922), gyógyszerész, nemeskéri Kiss Endre (1865–1915), gazdász, királyi járásbírósági végrehajtó, tartalékos honvéd hadnagy, persai Persay Gyula gyógyszerészné nemeskéri Kiss Erzsébet (1867–1888), László Gusztáv ügyvédné nemeskéri Kiss Margit (1868–1916), valamint nemeskéri Kiss Imre (1870–1892), gazdasági intézői tanuló. Nemeskéri Kiss Erzsébet Mária Klementina Alojzia (1867-1888), 1884. április 2-án Nemesviden, férjhez ment az áporkai születésű persai Persay családból származó persai Persay Gyula (1855-1924) gyógyszerész úrhoz, akinek a szülei persai Persay János (1813-1870), áporkai földbirtokos, és tornóci Szalay Terézia (1818-1857) voltak. A házasságkötésnél a tanúk tekintetes Schandl Mátyás úr és tekintetes Nagy Károly úr birtokosok voltak. Nemeskéri Kiss Margit (1868–1916) asszonynak a férje a polgári származású dombóvári születésű László Gusztáv (1847–1902), marcali köz- és váltó ügyvéd, a Marcali Takarékpénztár Rt. aligazgatója és cégvezetője, a zalaegerszegi ügyvédi kamarának a választmányi tagja.
Nemeskéri Kiss István (1833-1884) gyógyszerész és Schandl Alojzia egyik fia nemeskéri Kiss Endre (1865-1915), okleveles gazdász, hadnagy volt, aki feleségül vette nagyjeszeni Jeszenszky Kornélia (1870-1958) úrleányt, akinek a szülei nagyjeszeni Jeszenszky Nándor (1830-1916), evangélikus lelkész és Koós Ida (1836-1914) voltak. Nemeskéri Kiss Istvánné Jeszenszky Kornéliának a fivére dr. nagyjeszeni Jeszenszky Géza (1867–1927), ügyvéd, politikus, hírlapíró, báró Bánffy Dezső miniszterelnöknek az egyik legbizalmasabb embere, a Magyarország Területi Épségének Védelmi Ligájának az egyik megindítója. Kiss Endre 1915. május 18-án Galíciában esett el a fronton. Nemeskéri Kiss Endre és Jeszenszky Kornélia gyermeke vitéz nemeskéri Kiss István (1894–1967), katonatiszt, aki altábornagy volt a második világháború alatt. Vitéz nemeskéri Kiss István felesége bistei Pallaghy Ágota (1903-1975), vitéz bistei Pallaghy Dezső (1870-1953) tábornok és lesenczetomaji Virius Karolin (1880-1942) leánya volt. Vitéz nemeskéri Kiss István és Pallaghy Ágota házasságából két fiúgyermek született.
Kiss István (1833-1884) gyógyszerész és Schandl Alojzia fia ifjabb nemeskéri Kiss István (1864–1922), nemesvidi gyógyszerész, aki elvette a polgári származású Douglas Vilma (1872–1952) kisasszonyt, akinek a szülei Douglas János (1837–1894), somogyapáti uradalmi ispán és Gyurits Franciska (1850–1911) voltak; nemeskéri Kiss Istvánné Douglas Vilmának az apai nagyapja Douglas Henrik, gróf Nádasdy Tamásnak lovásza, aki Angliából költözött el a Magyar Királyságba a 19. század első felében. 1905-ben a nemesvidi gyógyszertárt ifjabb Kiss Istvántól bérbe vette Dezsényi Géza okleveles gyógyszerész.

## A Kiss-Jankovics családi alapítvány
A család veszprémi ágából származó nemeskéri Kiss Sándor (1698-1777) királyi tanácsos, Veszprém vármegye alispánja és királydaróci Daróczy Zsófia lánya, nemeskéri Kiss Katalin (1744-1792) férjhez ment darúvári Jankovich Antal (1728-1789) királyi tanácsoshoz, aki 1772. szeptember 21-én kapott grófi címet Mária Terézia magyar királynőtől. Egyetlenegy fiúgyermekük, darúvári gróf Jankovich Ferenc halála után, Jankovich Antal özvegyasszonya, családi alapítványt hozott létre az igen tehetős házaspár vagyona legnagyobb részéből, melyről az 1791. április 8-án kelt végrendeletében rendelkezett. Az alapítvány jövedelmét nemeskéri Kiss Katalin testvérei leszármazottjainak iskoláztatására kellett fordítani, szigorú és kifogástalan erkölcsi magaviselet valamint jó tanulmányi előmenetel esetén. Az alapítvány több mint egy évszázadon keresztül működött, azonban vagyona az első világháború után elértéktelenedett, mert nagyobbrészt értékpapírokból állt. Az 1931-ben megtartott alapítványi közgyűlés kimondta az alapítvány szüneteltetését.

## A család kiemelkedő tagjai
- dr. nemeskéri Kiss Aurél (1881–1956), ügyvéd, győri közjegyző.
- Nemeskéri Kiss Gábor (1844–1929), királyi curiai bíró, a Lipót rend lovagja.
- vitéz Nemeskéri-Kiss Géza (1886–1974), királyi fővadászmester, a  „Hubertus” Országos Magyar Vadászati Védegylet elnöke, a Magyar Solymász Egyesület alapítója és elnöke.
- Nemeskéri Kiss István (1833-1884), gyógyszerész, Nemesvid város első gyógyszertára alapítója.
- vitéz nemeskéri Kiss István (1894–1967), altábornagy a II. világháború alatt.
- Nemeskéri Kiss Katalin (1744–1792), gróf darúvári Jankovich Antal (1728-1789) felesége.
- Nemeskéri Kiss Miklós (1820–1902), az 1848–49-es forradalom és szabadságharc honvéd ezredese, franciaországi magyar emigráns politikus.
- Nemeskéri Kiss Pál (1793–1847), pedagógus, római katolikus pap, költő, publicista, a Magyar Tudós Társaság tiszteleti tagja.
- Nemeskéri Kiss Pál (1799–1863), császári és királyi kamarás, a fiumei szabadkikötő és a tengermellék kormányzója.
- Nemeskéri Kiss Pál (1856–1928), gödi földbirtokos, császári és királyi kamarás, államtitkár, a Lipót rend középkeresztese.
- nemeskéri Kiss Sándor (1698–1777), királyi tanácsos, Veszprém vármegye alispánja.
- Nemeskéri Kiss Sándor (Göd, 1884. május 14. – Budapest, 1958. április 10.) császári és királyi kamarás, földbirtokos, magyar vadász, utazó, diplomata.

## A nemeskéri Kiss család címere
Az 1637. december 29-én adományozott családi címer leírása: kék pajzsban zöld pázsiton lágyéka és homloka körül zöld lombkoszorús, jobbjával földre támasztott rúdon széltől lengetett kék-vörös zászlót tartó, szétvetett lábbal szemközt álló meztelen erdei ember. Sisakdísz: a koronából kinövő pajzsbeli ember. Takaró: kék-arany, vörös-ezüst.